# Naruto Shippuden the Movie: Bonds
Naruto Shippuden the Movie: Bonds (яп. 劇場版 NARUTO -ナルト- 疾風伝 絆, Ґекіджьōбан Наруто Шіппуден: Кідзуна) — це японський анімаційний фільм, заснований на манґа й аніме медіафраншизі японського манґакі Масаші Кішімото. Реліз відбувся 2 серпня 2008 року. Фільм був вперше анонсований у журналі Weekly Shonen Jump разом з датою виходу DVD-версії попереднього фільму Naruto Shippuden the Movie. Додатково, тизер-трейлер фільму було показано спочатку з 40 по 41, а потім з 66 по 67 епізоди аніме. З 70 по 73 епізоди вступна заставка аніме була замінена на кадри з фільму. Англомовна версія вийшла в Північній Америці на DVD та Blu-ray 25 жовтня 2011 року. Головна пісня фільму «No Rain No Rainbow» била виконана японським хіп-хоп тріо Home Made Kazoku.

## Сюжет
Ворожі шінобі з Країни Неба прибивають й атакують Коноху, щоб помститись за руйнівний напад на їх землі з боку Селища, Прихованого у Листі під час Другої світової війни ніндзя.
Поки Наруто Узумакі, Сакура Харуно та Хіната Хюґа супроводжують Амару та доктора Шіннō до їхнього селища, Сай та Шіно Абураме знищують корабельну базу небесних ніндзь. Орочімару, що страждає через наслідки занадто довгого користування захопленим ним тілом, наказує Саске Учіхі знайти людину, яка допоможе йому вдосконалити Техніку Реінкарнації. Амару з героями прибувають до села, але знаходять його у вогні, під час пошуків селян вони попадають у пастку, яка, як здається, вбиває доктора Шіннō. Після повернення Амару до тями, герої продовжують пошуки людей, що вижили.
Після того як Хіната відділяється від команди, Амару стає одержима Нульхвостим монстром Рейбі. Під час бійки Наруто сам майже перетворюється на хвостатого, але печатка стримує чакру К'юубі всередині нього, водночас Амару вдається вчинити опір силі Рейбі. У летючій фортеці Анкор Вантіан, Наруто дізнається, що вже одужалий доктор Шіннō зрадив їх — 15 років тому він використовував Амару для дослідження темної сили, а також таємного свитка ніндзя. Після того, як доктор Шіннō активує Тенсей но Джутцу, Наруто доводиться зупинити Амару від самогубства, яке вона намагається зробити, оскільки не може змириться зі зрадою свого вчителя.
Зненацька з'являється Саске, він каже ослабленому доктору Шіннō, щоб той допоміг Орочімару, але доктор відмовляється, втім даючи Саске свиток Джюцу Реінкарнації, після чого провалюється в люк. Наруто та Саске прямують за ним, згодом вступаючи у сутичку, але доктор Шіннō зникає у гігантському коконі, який поглинає чакру й виявляється Рейбі. Після того, як Саске вивільняє Прокляту Мітку, а Наруто свою чакру К'юубі, вони удвох перемагають Шіннō, знищуючи його об'єднаною силою Чідорі й Торнадо Расенґана. Втративши свого господаря, летюча фортеця Анкор Вантіан починає падати. Поки кілька шінобі Конохи намагаються проникнути у фортецю та зруйнувати її, Амару, Хіната та звільнені селяни готуються тікати.
Наруто знищує залишки фортеці за допомогою Расенґана, проте сам починає падати, у цей момент його рятує Амару, яка підлітає до нього на планері. Врешті-решт вони безпечно приземляються на Ґамабунту.
Повернувшись до укриття й віддавши свиток Орочімару, Саске продовжує своє тренування, розмірковуючи щодо останніх слів, які він почув від Наруто.

## Актори
| Персонаж        | Японський актор  | Англійський актор  |
| --------------- | ---------------- | ------------------ |
| Наруто Удзумакі | Дзюнко Такеуті   | Мейл Фленаган      |
| Саске Учіха     | Норіакі Суґіяма  | Юрій Ловенталь     |
| Сакура Харуно   | Чіе Накамура     | Кейт Хіггінс       |
| Какаші Хатаке   | Кадзухіко Іноуе  | Дейв Віттенберг    |
| Сай             | Сатоші Хіно      | Бен Діскін         |
| Неджі Хюґа      | Кōічі Тōчіка     | Стів Стейлі        |
| Шіно Абураме    | Шінджі Кавада    | Дерек Стівен Прінс |
| Хіната Хюґа     | Нана Мідзукі     | Стефані Ше         |
| Шікамару Нара   | Шоутаро Морікубо | Том Гібіс          |
| Чоджі Акімічі   | Кентарō Ітō      | Роббі Ріст         |
| Цунаде          | Масако Кацукі    | Дебі Мей Вест      |
| Шідзуне         | Кейко Немото     | Меган Холлінгсхед  |
| Джірая          | Хōчӯ Ōцука       | Девід Лодж         |
| Орочімару       | Куджіра          | Стів Блюм          |
| Кабуто Якуші    | Нобутоші Канна   | Генрі Діттман      |
| Ямато           | Рікія Кояма      | Трой Бейкер        |
| Амару           | Мотоко Кумай     | Мішель Рафф        |
| Доктор Шіннō    | Уншō Ішідзука    | Джеймісон Прайс    |